# Villa Strozzi (Palidano)
Villa Strozzi è uno storico edificio di Palidano, frazione del comune di Gonzaga, in provincia di Mantova.

## Storia
La villa venne edificata, tra il 1630 e il 1700, dal ramo mantovano della famiglia Strozzi, originario di Firenze, su terreni appartenuti alla famiglia dalla fine del Trecento. Dal punto di vista architettonico, l'edificio richiama lo stile delle residenze rinascimentali toscane, così come quelle di area emiliano-lombarda, come Villa Albergati vicino a Bologna. Il marchese senatore Luigi Strozzi (1801-1868) provvide alla ristrutturazione dell'intero fabbricato, ampliandone la proprietà.

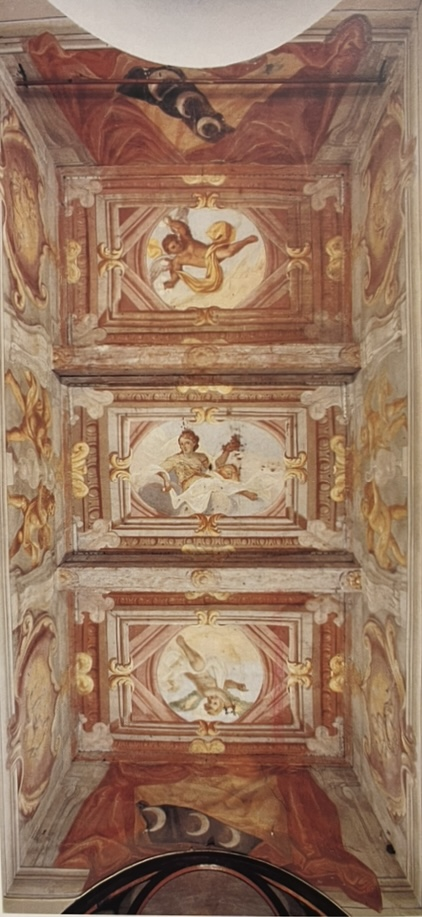
Francesco Maria Ranieri detto lo Schivenoglia, soffitto di Palazzo Strozzi a Palidano

La casa padronale è edificata su due piani sormontati da una torretta centrale, da cui si staccano due ali. La villa venne ceduta nel 1952 ad una società che vi fondò una scuola d'agraria. Nel 1974 l'Amministrazione Provinciale di Mantova acquistò la villa, lasciando al collegio il resto degli edifici rurali. Oggi porta il nome di Istituto Pietro Antonio Strozzi, dal nome dell'esponente della famiglia che avviò i lavori della villa come la vediamo oggi.

## Terremoto del 2012
A seguito del terremoto dell'Emilia del 2012, l'edificio principale è stato gravemente lesionato e dichiarato inagibile, mentre i corpi secondari necessitano di interventi finalizzati alla sicurezza della struttura. Sono in corso i lavori di recupero del complesso architettonico.

## Note

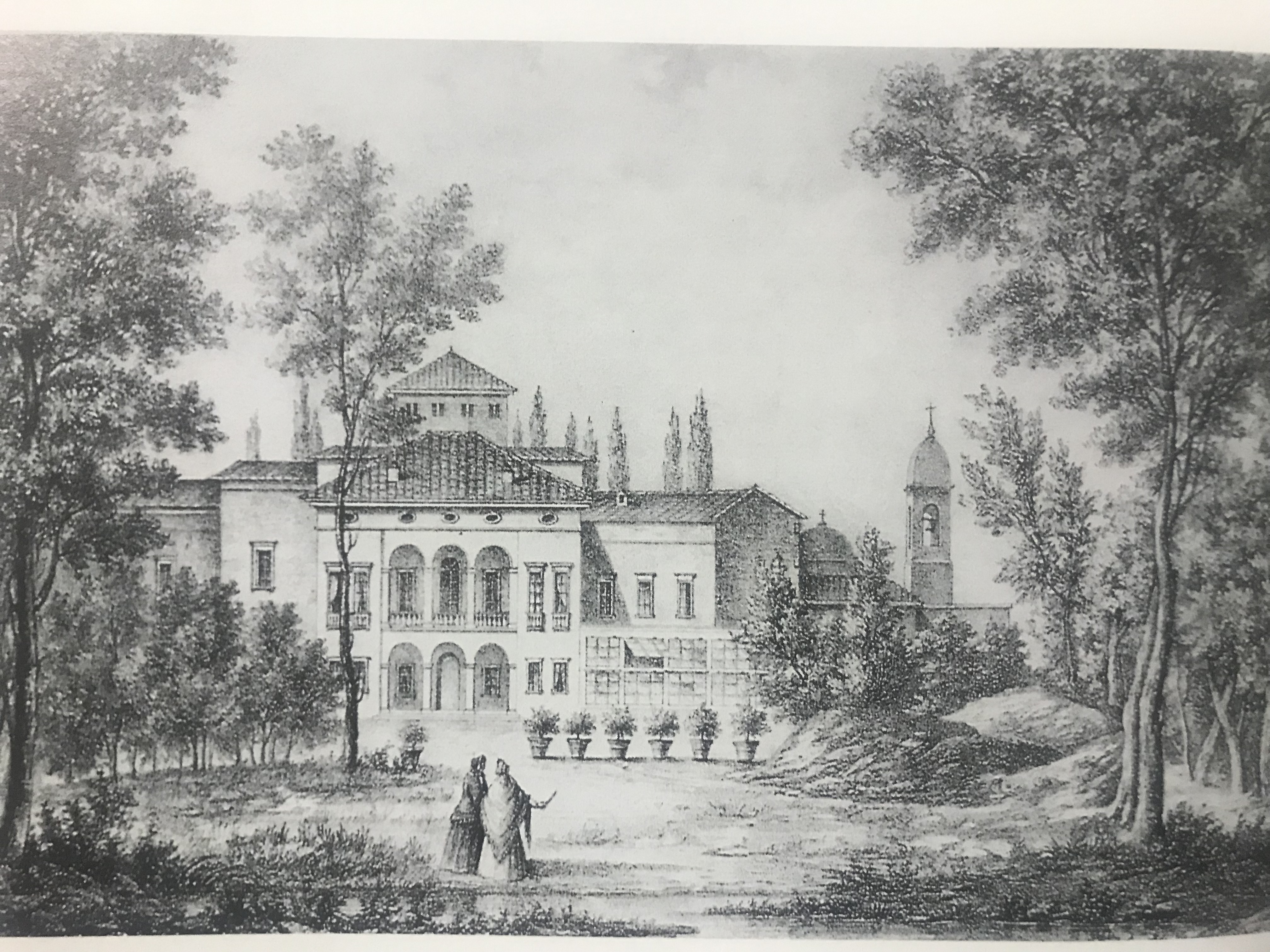
Veduta settecentesca del lato sul parco di Villa Strozzi a Palidano, Mantova.